# Chassigny-sous-Dun
Chassigny-sous-Dun è un comune francese di 622 abitanti situato nel dipartimento della Saona e Loira nella regione della Borgogna-Franca Contea.

## Società

### Evoluzione demografica
Abitanti censiti